# Casbeiro
Casbeiro es una localidad del municipio de Bóveda, en la provincia de Lugo, España. Pertenece a la parroquia de Martín.
Se encuentra a 685 metros de altitud en la sierra de As Penas, junto a la localidad de Piñeiro. En 2017 tenía una población de 4 habitantes, 3 hombres y 1 mujer.